# Cyclosorus nepalensis
Cyclosorus nepalensis är en kärrbräkenväxtart som först beskrevs av Fraser-jenk., och fick sitt nu gällande namn av Mazumdar. Cyclosorus nepalensis ingår i släktet Cyclosorus och familjen Thelypteridaceae. Inga underarter finns listade.